# モンブラン

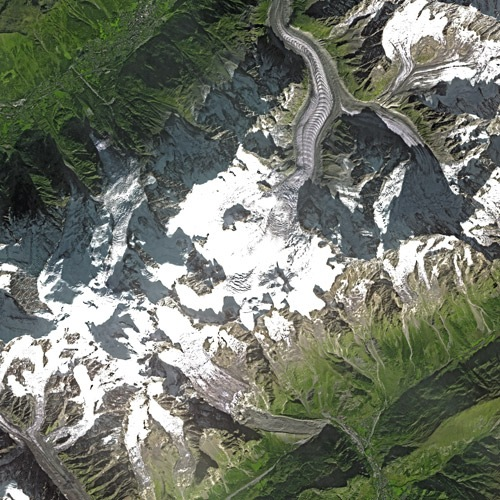
モンブランの衛星写真
左上がフランスで、右下がイタリア

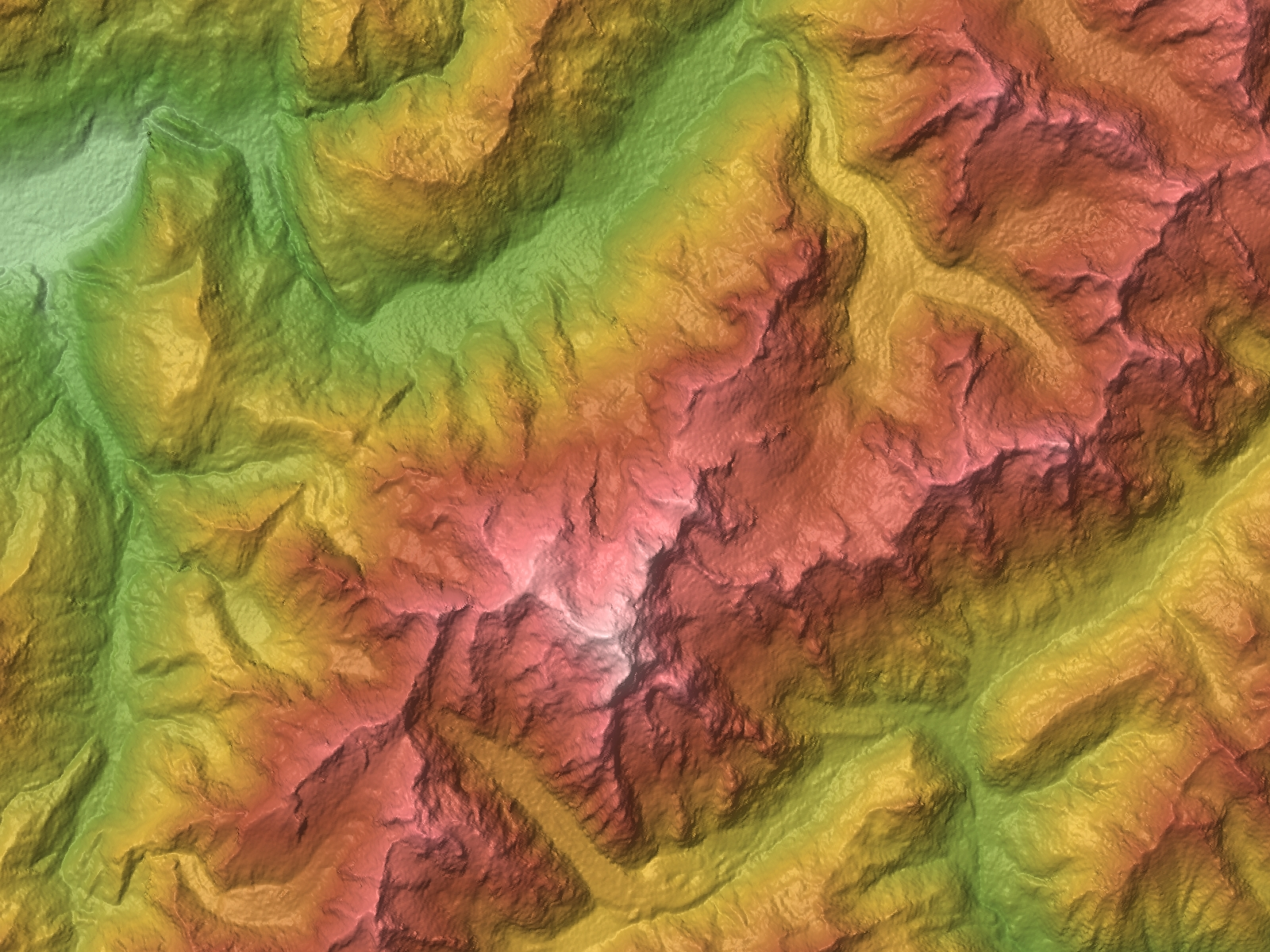
モンブラン周辺の地形図

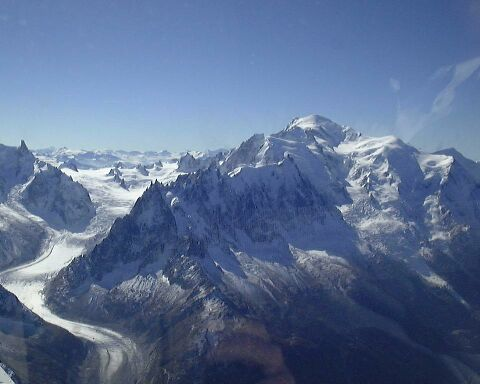
モンブランとメール・ド・グラース氷河

モンブラン（仏: Mont Blanc 伊: Monte Bianco）は、フランスとイタリアの国境に位置する、ヨーロッパアルプスの最高峰。標高4807.81 m。ヨーロッパでは、アジアに近いコーカサス山脈のロシア領に属する複数の山（エルブルス山など）に次ぎ高い山であり、西ヨーロッパでは最高峰である。

## 山名の由来
フランス語でモン (Mont) は「山」、ブラン (Blanc) は「白」を意味し、「白い山」の意味である。イタリアでは、イタリア語で同じく「白い山」の意味のモンテ・ビアンコ (Monte Bianco) と呼ばれる。また、「白い婦人」を意味するLa Dame Blancheというフランス語の異名もある。

## 地理
モンブランはイタリアのヴァッレ・ダオスタ州とフランスのオート＝サヴォワ県の中間に位置している。山頂がイタリアとフランスどちらの国に属するのかが、しばしば議論の対象となっている。
モンブランに最も近い町は、フランス側ではオート＝サヴォワ県のシャモニー、イタリア側ではヴァッレ・ダオスタ州のクールマイユールである。1957年から1965年にかけて、この2つの町を結ぶ全長11.6 kmのモンブラントンネルの掘削が行なわれ、以降40年経った現在でもアルプス越えの主要ルートの1つとなっている。

## 山頂の領有国
フランス革命以来、モンブランの山頂がどの国に属するのか度々議論になっている。両国とも自国の地図においては、山頂を自国の国境線の内側に取り入れる傾向にある。1861年にトリノで開かれたフランスと当時のサルデーニャ王国との会議では、国境線はモンブラン山頂を通るように定められ、現在のところこれが最終的な公式の合意となっている。

### 国境協議の流れ
革命以前の何世紀にも渡ってモンブラン全体はサヴォイア公国（後のサルデーニャ王国）の領土であった。しかし、1792年ナポレオン・ボナパルトはサルデーニャ王国に圧力をかけ、サヴォワ県とニースの周辺をフランス共和国に移譲させた。1796年5月15日、国境線を決定するための最初の協定が結ばれた。この協定の第4条には以下のようにある。
この協定は更なる混乱を生んだ。この協定では国境線はシャモニーとクールマイヨールの双方から視認できる位置に置くことになっていた。しかし、山の一部が山頂を隠すため、クールマイヨールからはモンブラン山頂を望むことができなかった。この協定は内容が不正確であったため、後に新たな条約に置き換えられた。
ナポレオン失脚後の1815年、ウィーン会議によりモンブランを含むサヴォワ県はサルデーニャ王国に戻った。
1860年3月24日、イタリア王国の成立にあたりナポレオン3世とヴィットーリオ・エマヌエーレ2世により、再びサヴォワ県の併合に関する協定が締結された。1861年3月7日には国境に関する合意が行なわれ、新しい国境線が定義された。
1823年の地図「Sarde Atlas」では国境線は山頂の稜線にそって決められていたことがわかる。
3月7日の協定では、以前の稜線にそった国境を中心にして、更に中央山塊の境界線を考慮した国境線をモンブランの氷冠上に定めた。これにより、モンブラン山頂はイタリアとフランスの双方の領土となった。
最新の地形学による分水界の分析に基づき、国境線を主峰の山頂上に設定するだけではなく、南東の尾根からクールマイヨールを全てイタリアの領土として、国境線は主峰の山頂からモンモーディまで北へ向かって設定されるべきであるという提言もある。
フランスとイタリア間の国境は1947年と1963年に再定義されたものの、フランス、イタリア両国の配慮によってモンブランに関する問題は扱われなかった。

## 標高の変遷
従来は標高4807 mとされてきたが、モンブランの山頂は厚い氷に覆われており、標高が気候により変動する。そのため現在では、標高の計測が定期的に行われるようになった。なお、実際の岩の頂上は4792 mであり、氷で覆われた頂上からは40 m離れている。
- 2002年にフランス国土地理院（英語版）（Institut Géographique National;IGN、ナショナルジオグラフィック協会）がGPSを使用し、4810.4 mと計測した。
- 2003年、9月6日から7日にわたって、氷河学者のリュック・モロー、2人のGPS会社の調査員、3人のIGN職員、7人の専門調査員、シャモニーとサンジェルベ・レ・バン（英語版）の山岳ガイド4人、そして4人の学生によって構成されたチームにより標高が再計測された。ヨーロッパが猛暑となったためか、標高は4808.45 mと前年に比べ約2 m低くなり、また山頂が前年の計測から75 cm移動したことも判明した。以降、標高が気候変動の影響を受けると判断されたため、500カ所以上で気候を計測されるようになり、また2年ごとに標高が調査されることになった。
- 2005年の測定では標高が30 cm高くなり、4808.75 mであると発表された。
- 2007年は9月15日と16日、フランス国土地理院の協力の下オート＝サヴォワ県測量技師協会によって計測され、2.15 m高い4810.9 mに修正された。
- 2021年9月30日 - 前回測量より91 cm低い4807.81 mと発表。専門家によると、「2001年以降は毎年平均13センチずつ低くなっている」とのこと[3]。

## 登山

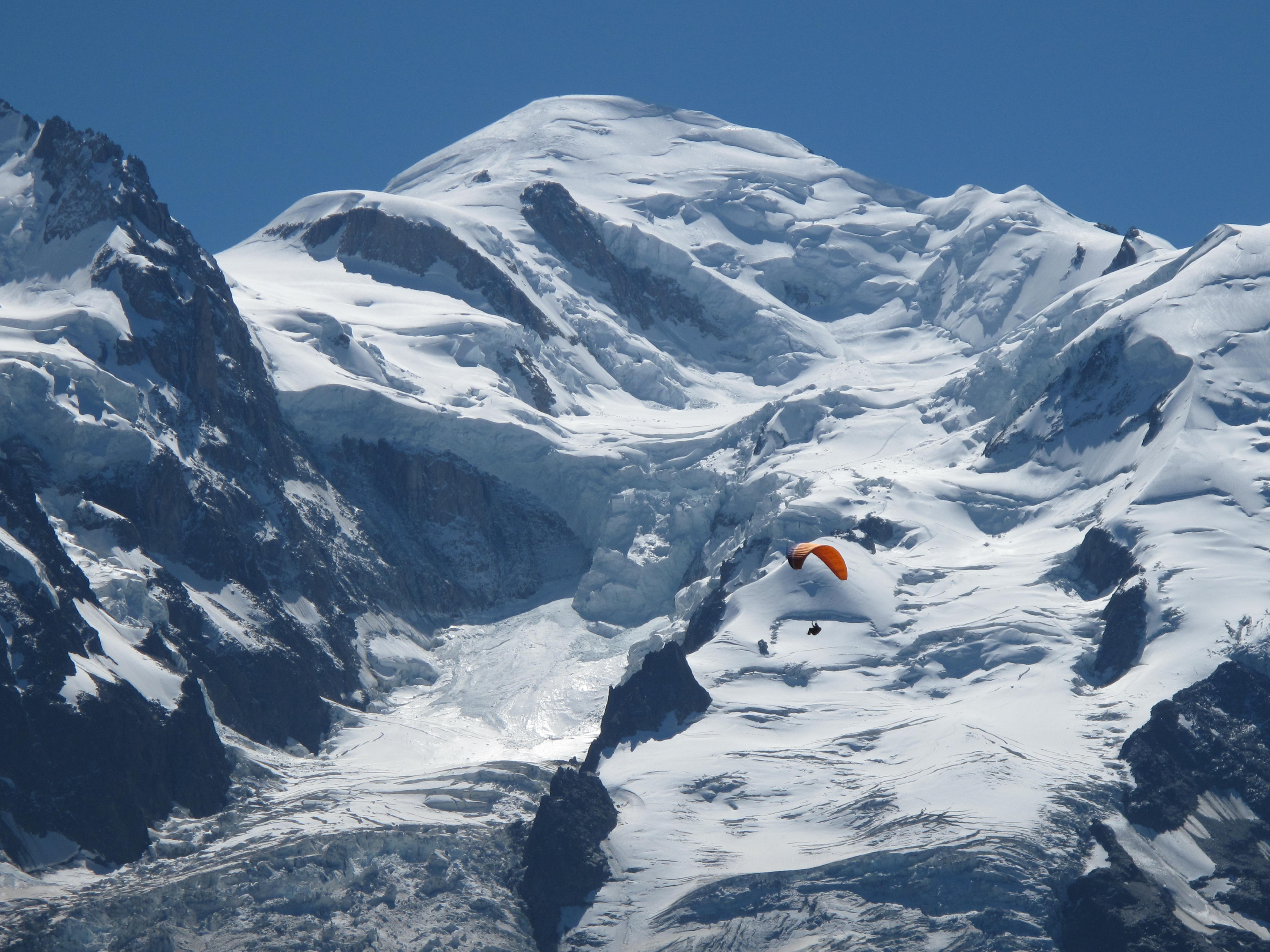

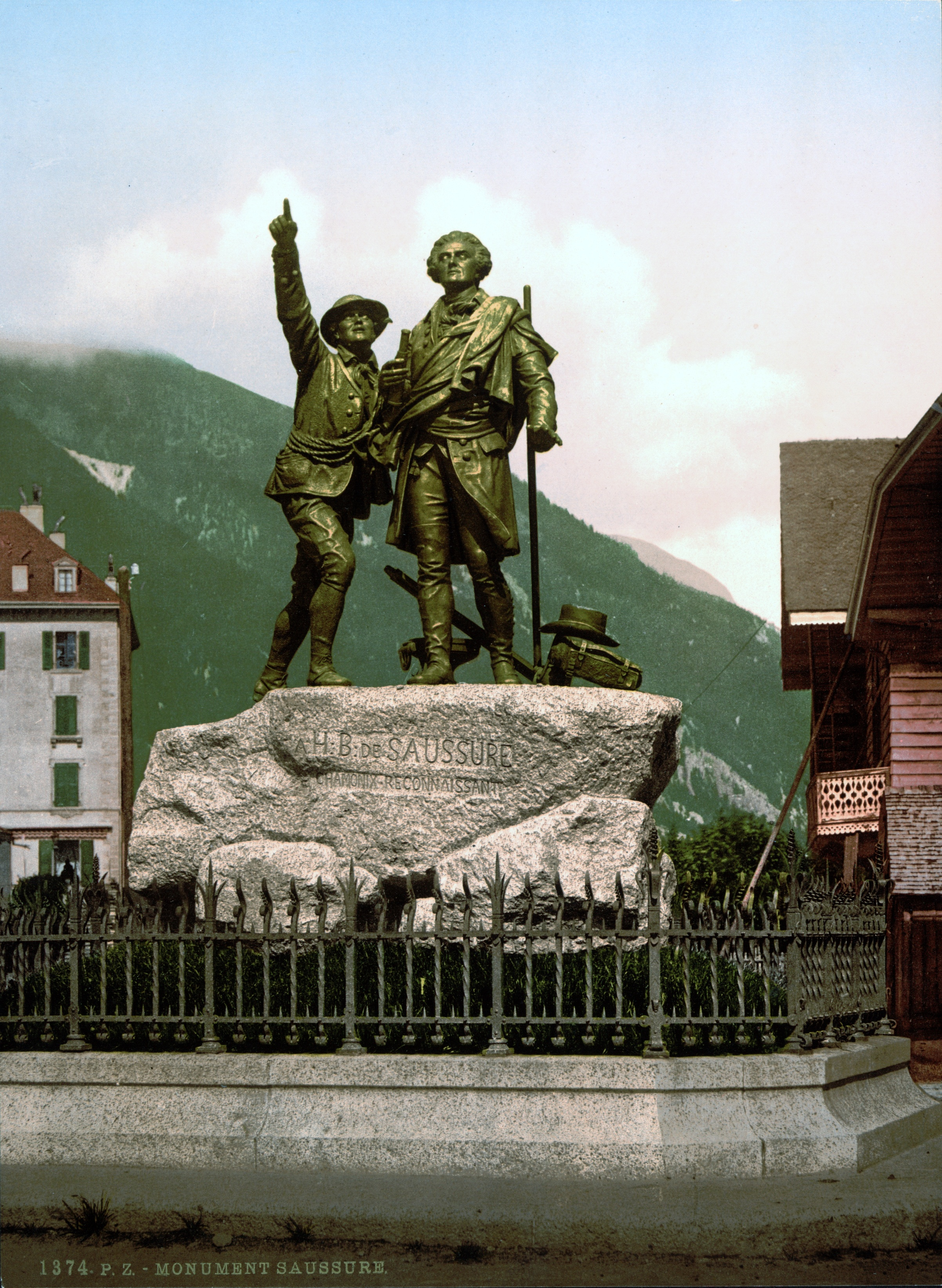
シャモニーの街中に立つ
ド・ソシュールとジャック・バルマの碑

現在、モンブランは年平均2万人の登山者によって登頂されている。熟練した登山者にとっては難易度はそれほど高くない。モンブラン近くのエギーユ・デュ・ミディの、標高3777 m地点までロープウェーで登ることができ、そこからモンブラン山頂までの標高差は1000 m程に過ぎない。
しかし、今日でもモンブランは多くの死傷者を出している山であり、最盛期の週末には、地元のレスキュー隊が一日平均12回も出動している。これらの多くは一般の登山道への出動である。モンブラン登頂には、高高度における登山の知識、ガイド（もしくは熟練の登山者）、そして十分な装備が不可欠である。登山路には滑落の危険性がある部分などもある。また、高山病の危険性もある。

### 登山史
- 1786年8月8日、水晶取りのジャック・バルマ（英語版）と医師のミッシェル＝ガブリエル・パッカール（英語版）が、初めてモンブランの登頂に成功した。この登山は近代登山の創始者といわれるオラス＝ベネディクト・ド・ソシュールの主導のもとに行なわれ、これが成功した要因の一つであるとされる。
- 1808年、マリー・パラディス（英語版）が女性として初めて登頂に成功した。
- 1886年、後のアメリカ合衆国大統領、セオドア・ルーズベルトが新婚旅行中に登山隊を率いて登頂した。

## 展望台
エギーユ・デュ・ミディ
標高3842メートルに位置する展望台。モンブランのほか、晴れていればマッターホルンやモンテローザも見ることができる。

## 航空機の墜落
1950年にエア・インディア245便が、1966年には同じくエア・インディア101便が山腹に墜落して多数の死者が出ている。墜落地点は2機とも山頂付近で、十分な捜索ができなかったこともあり、2012年には外交行嚢が、2013年には宝石類が、2017年にはボーイング707型機のエンジン1基と遺体の一部が発見されている。

## 備考
- 菓子のモンブランは、この山に似せて作ったことからその名がついた。
- 筆記具ブランドのモンブランでは万年筆「マイスターシュテュック」のペン先にモンブラン山の標高として「4810」を刻印している。

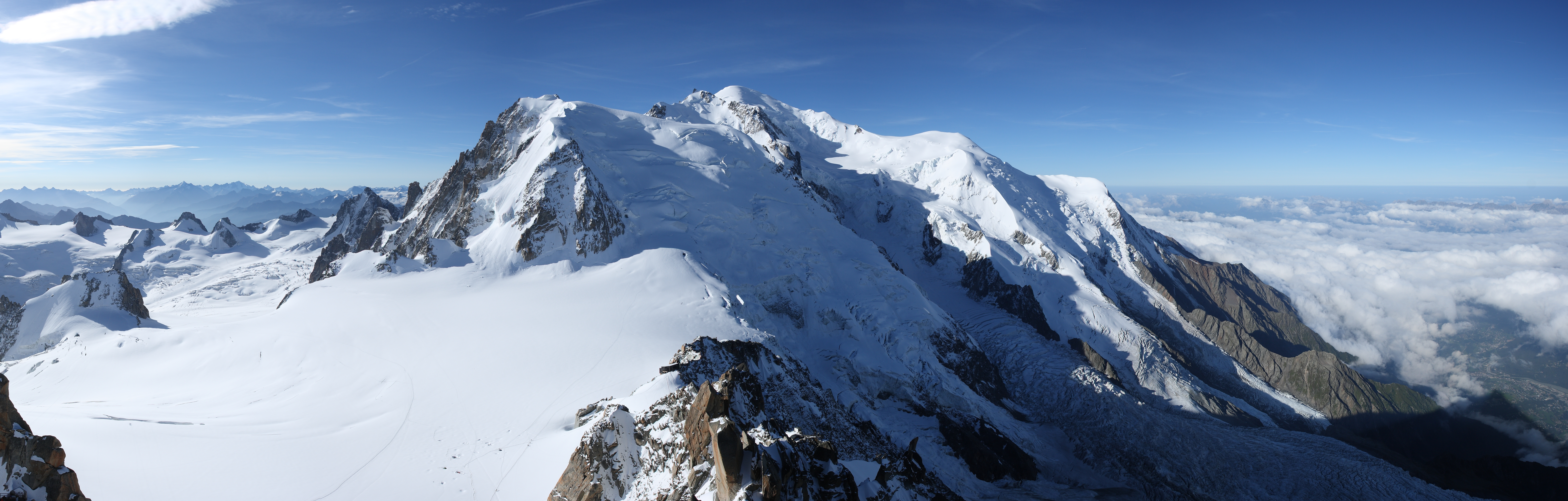
エギーユ・デュ・ミディから見たモンブラン